# Wehrfriedhof (Soisdorf)

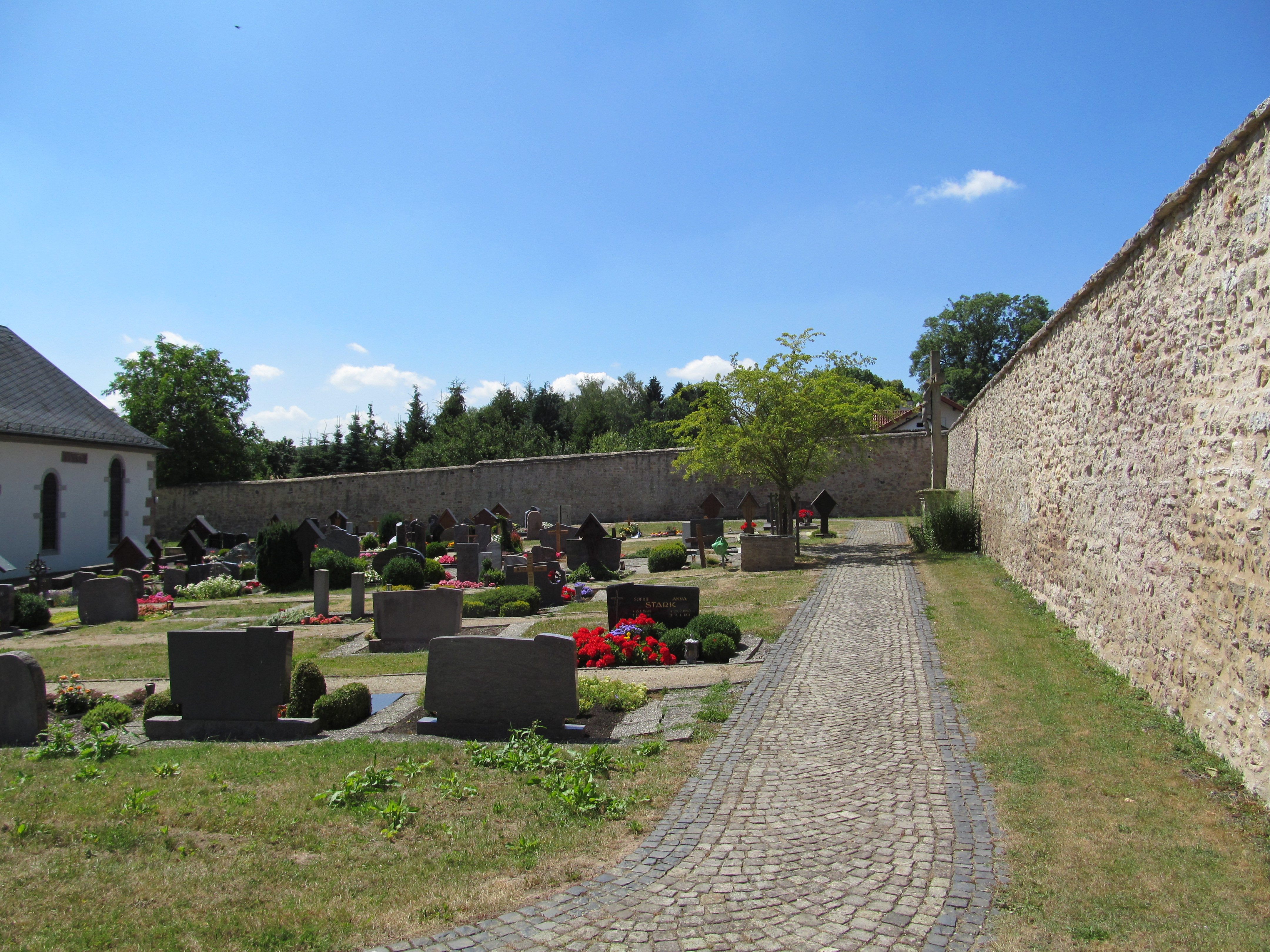
Wehrfriedhof in Soisdorf

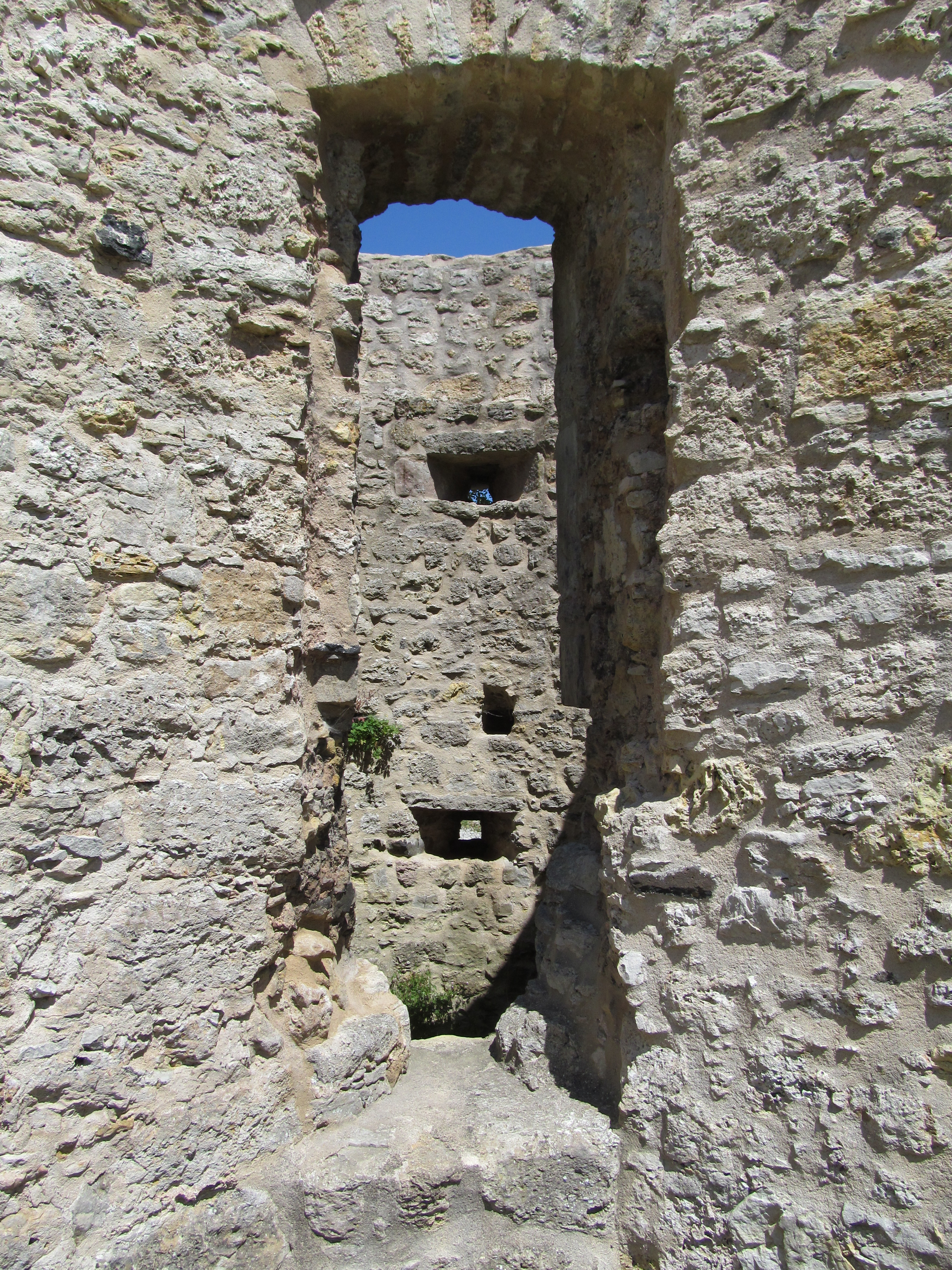
Eckturm

Der Wehrfriedhof in Soisdorf, einem Ortsteil der Marktgemeinde Eiterfeld im osthessischen Landkreis Fulda, befindet sich um die katholische Kirche St. Bernhard. Der Wehrfriedhof mit der Adresse Kirchgasse 7 ist ein geschütztes Kulturdenkmal.
Der vollständig erhaltene Wehrfriedhof mit einer drei bis vier Meter hohen und circa 0,70 bis 0,90 Meter starken Mauer umschließt eine nahezu rechteckige Fläche von etwa 50 bis 60 Meter Länge und einer Breite von etwa 45 bis 50 Meter. 
An der Nordostecke steht ein Rundturm mit Schießscharten, der ursprünglich höher war. An der Wehrmauer sind innen noch Pfostenlöcher vorhanden, in die Balken eingelassen waren. Diese trugen den Wehrgang der Verteidiger. 
Um die Wehrmauer zog sich außen ein Wassergraben, der in neuerer Zeit eingeebnet wurde. 